# Haskovo (província)
Haskovo ou Khaskovo (búlgaro: Хасково) é uma província da Bulgária. Sua capital é a cidade de Haskovo.

## Municípios
| Nome           | Área km² | População (censo 1/2/2011) |
| -------------- | -------- | -------------------------- |
| Dimitrovgrad   | 568      | 52 541                     |
| Harmanli       | 695      | 24 530                     |
| Haskovo        | 740      | 92 278                     |
| Ivaylovgrad    | 814      | 6 331                      |
| Lyubimets      | 344      | 10 113                     |
| Madzharovo     | 247      | 1 627                      |
| Mineralni Bani | 215      | 5 814                      |
| Simeonovgrad   | 223      | 8 548                      |
| Stambolovo     | 277      | 5 863                      |
| Svilengrad     | 700      | 22 815                     |
| Topolovgrad    | 711      | 11 570                     |